# Chasmoptera mathewsi
Chasmoptera mathewsi là một loài côn trùng trong họ Nemopteridae thuộc bộ Neuroptera. Loài này được Koch miêu tả năm 1967.